# مركز حفظ التراث الثقافي (بيت لحم)
مركز حفظ التراث الثقافي هو مركز تراثي يقع في وسط مدينة بيت لحم في الضفة الغربية، حصل المركز على الجائزة الأولى من المركز الإقليمي لحفظ التراث الثقافي في الوطن العربي، بعد الترشح لجائزة حفظ التراث الثقافي في المنطقة العربية.

## الوصف
- يعمل المركز على أحياء التراث العمراني والتاريخي الفلسطيني.[5]

- تم اختيار مشروع "إحياء المركز التاريخي في مدينة بيت ساحور" للمرحلة الثانية ضمن 14 مشروعا من 9 دول عربية تقدموا للتنافس على جائزة المركز الإقليمي لحفظ التراث الثقافي لمناقشتها أمام لجنة تحكيم مستقلة مؤلفة من خبراء عرب لاختيار المشروع الفائز.

## المشاريع الحضرية
- تمثلت بتأهيل منطقة السوق القديم، والذي كان له الأثر الكبير والواضح في إحياء تلك المنطقة وتفعيل الحياة فيها خاصة الثقافية والاجتماعية والدينية والاقتصادية والسياحية باعتماد التوجهات التراثية في استخدام الفراغات والمباني التقليدية بطريقة معاصرة. توفير آليات أفضل لحماية وإدارة التراث الثقافي.

- إعطاء نموذج حي لمشاريع ترميم مبان تقليدية ذات قيمة تراثية، وقدرتها على التطوع وإمكانية الاستثمار فيها، ما شجع القطاع الخاص على الاستثمار في المنطقة، والسكان والزوار على التوافد إليها.

## الحرب على قطاع غزة
قام مركز حفظ التراث الثقافي بتوقيع اتفاقية مع المجلس البريطاني لدعم تنفيذ مشروع تقييم الأضرار التي لحقت بمواقع التراث الثقافي في غزة، نتيجة للحرب الحالية عليها، حيث تأتي هذه الاتفاقية لتوثيق تلك الأضرار بشكل أولي من خلال إستخدام صور الأقمار الصناعية والصور الفوتوغرافية، وجمع المعلومات على أرض الواقع وذلك بالتعاون مع جامعة اوكسفورد في بريطانيا وبلدية غزة، وشركاء من المجتمع المحلي في غزة وبالشراكة مع وزارة السياحة والاّثار.